# Lejd (rättshistoria)
Lejd (rättshistoria), (medellågtyska leide), eskort som ges åt resande för deras skydd.

## Förklaring
Att medelst eskort eller lejdebrev ge försäkran om trygghet och rätt att återvända för en person som beger sig till en fiendes eller motståndares område för att underhandla eller dylikt.

## Exempel
Enligt de medeltida lagarna i Sverige fick en dråpare fri lejd för att kunna närvara vid tinget under handläggningen av hans brott.
När en ny kung efter att ha valts i Uppsala red eriksgatan för att träffa lagmännen i de övriga landskapen, skulle vid varje landskapsgräns delegationen från det föregående landskapet lämna över sin gäst till representanter för det kommande, innan han red in där. Det gjorde inte den stolte och högmodige Ragnvald Knaphövde. Han red omkring år 1130 in i Västergötland utan att ta gisslan, vilket västgötarna uppfattade som en grov förolämpning. Alltså slogs han ihjäl.